# Althepus cheni
Espèce
Althepus cheni est une espèce d'araignées aranéomorphes de la famille des Psilodercidae.

## Distribution
Cette espèce est endémique de la région de Tanintharyi en Birmanie,. Elle se rencontre sur l'île Kadan Kyun.

## Description
Le mâle holotype mesure 4,50 mm et la femelle paratype 4,35 mm.

## Étymologie
Cette espèce est nommée en l'honneur de Zhi-gang Chen.

## Publication originale
- Li, Liu & Li, 2018 : Ten new species of the spider genus Althepus Thorell, 1898 from Southeast Asia (Araneae, Ochyroceratidae). ZooKeys, no 776, p. 27-60 (texte intégral).